# سیارک ۷۹۵۰
سیارک ۷۹۵۰ (به انگلیسی: 7950 Berezov، نامگذاری:1992SS26) هفت هزار و نهصد و پنجاهمین سیارک کشف شده‌است که در ۲۸ سپتامبر ۱۹۹۲ کشف شد.
قدر مطلق سیارک برابر ۱۱٫۴۰ است.